# Matěj Stránský
Matěj Stránský, född 11 juli 1993 i Ostrava, är en tjeckisk professionell ishockeyspelare som just nu spelar för Mora IK i Hockeyallsvenskan. Hans moderklubb är HC Vítkovice.